# Laweissi
Laweissi este o comună din departamentul Barkewol, Regiunea Assaba, Mauritania, cu o populație de 11.095 locuitori.